# Welttag der sozialen Kommunikationsmittel
Der Tag der sozialen Kommunikationsmittel wurde 1967 von Papst Paul VI. als Welttag der Massenmedien eingeführt. Er findet sechs Wochen nach Ostersonntag bzw. drei Tage nach Christi Himmelfahrt statt. In Deutschland wird er immer am zweiten Sonntag im September begangen. Im Blick auf diesen Tag veröffentlicht der jeweilige Papst zum Fest des heiligen Franz von Sales – des Patrons der Journalisten (24. Januar) – eine Botschaft, die die Christliche Soziallehre bezüglich der Ethik der Massenmedien erläutert.

## Papst Paul VI.
- 1967: Kirche und Soziale Kommunikation: Erster Welttag der Kommunikation
- 1968: Soziale Kommunikation und die Entwicklung von Nationen
- 1969: Soziale Kommunikation und Familie
- 1970: Soziale Kommunikation und Jugend
- 1971: Die sozialen Kommunikationsmittel im Dienste der Einheit der Menschen
- 1972: Die sozialen Kommunikationsmittel im Dienste der Wahrheit
- 1973: Die Massenmedien und die Bekräftigung und die Förderung geistiger Werte
- 1974: Soziale Kommunikation und die Evangelisierung der heutigen Welt
- 1975: Die Massenmedien und die Aussöhnung
- 1976: Soziale Kommunikation und die grundlegenden Rechte und Pflichten der Menschen
- 1977: Werbung in Massenmedien: Vorteile, Gefahren und Verantwortungen
- 1978: Der Empfänger sozialer Kommunikation: Seine Erwartungen, seine Rechte und seine Pflichten

## Papst Johannes Paul II.
- 1979: Soziale Kommunikation: Schutz der Kindheit und Förderung seines besten Interesses in der Familie und der Gesellschaft
- 1980: Soziale Kommunikation und Familie
- 1981: Soziale Kommunikation und verantwortliche menschliche Freiheit
- 1982: Soziale Kommunikation und die Probleme der Älteren
- 1983: Soziale Kommunikation und die Förderung des Friedens
- 1984: Soziale Kommunikation: Instrumente of Encounter zwischen Glaube und Kultur
- 1985: Soziale Kommunikation für eine christliche Förderung der Jugend
- 1986: Soziale Kommunikation und die Christliche Bildung der Öffentlichen Meinung
- 1987: Soziale Kommunikation im Dienst von Gerechtigkeit und Frieden
- 1988: Soziale Kommunikation und die Förderung von Solidarität und Brüderlichkeit zwischen Völkern und Nationen
- 1989: Religion in den Massenmedien
- 1990: Die christliche Botschaft in einer Computer-Kultur
- 1991: Die Kommunikationsmittel und die Einheit und der Fortschritt der Menschheitsfamilie
- 1992: Die Erklärung der christlichen Botschaft in den Kommunikationsmitteln
- 1993: Videocassetten und Audiocassetten in der Bildung von Kultur und Gewissen
- 1994: Fernsehen und Familie: guidelines for good viewing
- 1995: Kino: Vermittler von Kultur und von Werten
- 1996: Die Medien: Forum der Gegenwart zur Förderung der Rolle der Frau in der Gesellschaft
- 1997: Jesus, den Weg, die Wahrheit und das Leben, bekanntmachen
- 1998: In der Kraft des Heiligen Geistes die Hoffnung vermitteln
- 1999: Die Medien: eine freundschaftliche Stütze für die, die auf der Suche nach Gott-Vater sind
- 2000: Zu Beginn des neuen Jahrtausends Christus in den Medien verkünden
- 2001: Die Predigt von den Dächern: Das Evangelium im Zeitalter globaler Kommunikation
- 2002: Internet: Ein neues Forum zur Verkündigung des Evangeliums
- 2003: Die Kommunikationsmittel im Dienst am wahren Frieden im Licht von Pacem in terris
- 2004: Die Medien in der Familie: Risiko und Reichtum
- 2005: Die Kommunikationsmittel im Dienst der Verständigung zwischen den Völkern

## Papst Benedikt XVI.
- 2006: Die Medien – ein Netzwerk für Kommunikation, Gemeinschaft und Kooperation
- 2007: Kinder und Soziale Kommunikationsmittel: eine Herausforderung für die Erziehung
- 2008: Die Medien am Scheideweg zwischen Selbstdarstellung und Dienst. Die Wahrheit suchen, um sie mitzuteilen
- 2009: Neue Technologien – neue Verbindungen. Für eine Kultur des Respekts, des Dialogs, der Freundschaft
- 2010: Der Priester und die Seelsorge in der digitalen Welt – die neuen Medien im Dienst des Wortes
- 2011: Wahrheit, Verkündigung und Authentizität des Lebens im digitalen Zeitalter
- 2012: Stille und Wort. Weg der Evangelisation
- 2013: Soziale Netzwerke: Portale der Wahrheit und des Glaubens; neue Räume der Evangelisierung

## Papst Franziskus
- 2014: Kommunikation im Dienst einer authentischen Kultur der Begegnung[2]
- 2015: Darstellen, was Familie ist: privilegierter Ort der Begegnung in uneigennütziger Liebe[3]
- 2016: Kommunikation und Barmherzigkeit: eine fruchtbare Begegnung[4]
- 2017: Hoffnung und Zuversicht verbreiten in unserer Zeit[5]
- 2018: Die Wahrheit wird Euch befreien – Fake News und Journalismus für den Frieden: „Gezielte Falschnachrichten erzeugten und nährten eine Polarisierung der öffentlichen Meinung“.[6]
- 2019: „Denn wir sind als Glieder miteinander verbunden“ (Eph 4,25). Von den Social Network Communities zur menschlichen Gemeinschaft[7]
- 2020: „Damit du deinem Sohn und deinem Enkel erzählen kannst“ (Ex 10,2). Das Leben wird Geschichte[8]
- 2021: »Komm und sieh« (Joh 1,46). Kommunizieren, indem man den Menschen begegnet, wo und wie sie sind[9]